# Luchia Yishak
Luchia Yishak (* 8. April 1973) ist eine ehemalige äthiopische Langstrecken- und Crossläuferin.
1991 lief sie 10.000 m bei den Leichtathletik-Weltmeisterschaften 1991 in Tokio. Sie belegte den 10. Platz mit 32:27,61 min.
Yishak nahm 1992 und 1996 an den Olympischen Sommerspielen teil. 1992 in Barcelona lief sie die 10.000 m, schied aber bereit im Vorlauf mit 34:12,16 min aus. In Atlanta schied sie im 5000-m-Vorlauf mit 16:04,29 min aus.
Bei den 5. Leichtathletik-Weltmeisterschaften 1995 in Göteborg schied sie im 5000-m-Vorlauf mit 15:42,37 aus.
Erfolgreich lief sie auch bei den Leichtathletik-Afrikameisterschaften. 1989 gewann sie eine Bronzemedaille und 1990 eine Silbermedaille im 3000-m-Lauf. 1992 gewann sie im 10.000-m-Lauf die Bronzemedaille.
Weltmeisterin wurde sie 1996 bei den IAAF World Road Relay Championships in Kopenhagen in 2:16:04 h.
Außerdem gewann sie zwei Silbermedaillen (1990 und 1991) und eine Bronzemedaillen (1992) in der Teamwertung bei den Crosslauf-Weltmeisterschaften.

## Persönliche Bestzeiten
- 3000 m: 8:51,04 min, 24. September 1991
- 5000 m: 15:34,07 min, 5. Juni 1995, Hengelo
- 10.000 m: 31:56,42 min, 27. August 1991, Tokio